# Operation Hyacinth
Operation Hyacinth è un film poliziesco polacco del 2021, diretto da Piotr Domalewski. La sceneggiatura è ispirata all'Operazione Giacinto (Akcja Hyacinth), una brutale operazione di schedatura e persecuzione delle persone omosessuali condotta dal 1985 al 1987 dalla Służba Bezpieczeństwa, la polizia segreta polacca, dietro ordine del ministro dell'interno Czeslaw Kiszczak.

## Trama
Robert Mrozowski è un giovane poliziotto, cui viene assegnato il compito di trovare un responsabile dell'omicidio di un facoltoso omosessuale. In poco tempo il caso è insabbiato: la polizia attribuisce la responsabilità dell'omicidio ad un prostituto, costretto a firmare una confessione sotto tortura, poi assassinato in carcere. Colpito dalle menzogne, Mrozowski prosegue l'indagine da solo alla ricerca della verità, nonostante l'aperto contrasto dei suoi responsabili, e scopre che le morti riconducibili all'assassino sono più d'una, tutte omosessuali. Scoprirà che dietro alla scia di morte ci sono i servizi segreti, incaricati di eliminare chiunqe abbia avuto a che fare con dei filmati a sfondo sessuale compromettenti.

## Premi
- Camerimage 2021

Rana d'oro: vincitore
- Polish Film Festival 2021

Miglior sceneggiatura': vincitore
Miglior trucco': vincitore
Golden Clapper - Radio Gdansk Awards - Miglior film: vincitore
Golden Lions - Miglior film: nomination